# Szintvonal

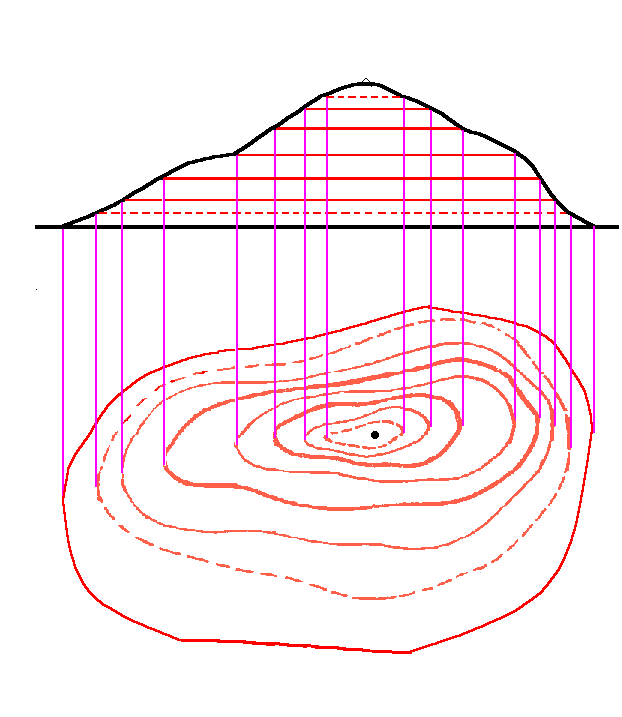
Szintvonal-leképezés

A térképek a Föld felületének tagolódását és domborulatai, térszíni formáit és alakulatait mértanilag, egyezményes jelekkel és meghatározott arányú kisebbítéssel, rendszerint síkban ábrázoló színes rajz, vagyis a földfelszín derékszögű vetületének síkra vetített ábrázolása.
A térképi ábrázolásból következik, hogy a magassági viszonyokat valamilyen módszerrel jelezni kell a síkban. 
A terep egyenetlenségeit a következő módokkal lehet ábrázolni:
- szintvonalakkal,
- csíkozással, amikor apró vonalak segítségével próbálják a síkból „kiemelni” a tereptárgyat,
- eltérő színezéssel – színrétegező vagy színfokozatos módszer – amikor a szintek magasságát sávokra osztva a zöld árnyalataitól kezdve a sötétbarna színig jelölik a magasságot. A mélységek jelölésénél a fehér jelenti a sekélyebb mélységeket és a kék egyre sötétebb árnyalatai utalnak a vízmélységre. A jelmagyarázatban adják meg a szinteknek megfelelő színezést
- árnyékolással, színárnyalással, amikor a tereptárgyat árnyékok alkalmazásával és ennek hatásaival, térhatásszerűen a domborzatot a síkból kiemelik.

A legelterjedtebb eljárás a szintvonalas ábrázolási mód a térképeken, természetesen a többi ábrázolási móddal kiegészítve.

## Szintvonal
A szintvonal (izohipszia) a tengerszinthez viszonyított azonos magasságú tereppontokat összekötő, önmagába visszatérő képzeletbeli vonal. A felszíni viszonyok ábrázolásának egyik legkifejezőbb módja.
A szintvonalak sűrűsége a térkép méretarányától is függ. A szintvonalak áttekinthetővé teszik a térképet, megkönnyítik az erősen tagolt felszín ábrázolását.
A pozitív szintvonalak a terep kiemelkedéseit, a negatív szintvonalak a talaj mélyedéseit, illetve a tengerek, nagyobb tavak mélységét jelölik.
Értéküket m-ben adják meg.
A szintvonalak alkalmazását 1723-ban Cruqius mérnök és a francia Buache (1700–1773) vezette be.

## Tulajdonságai
A térképeken általában barna vagy kék színt használnak a szintvonalak jelölésére.
A szintvonalak a következő tulajdonságokkal rendelkeznek:
- nem keresztezhetik egymást,
- mindig záródnak, kivéve, ha a térkép egyéb utalásai miatt azokat meg kell szakítani (például szöveg, település, út stb.)
- általában nem párhuzamosak egymással,
- sűrűségük a terep meredekségére utal, minél sűrűbben helyezkednek el, annál meredekebb a terep formája.

## Fajtái

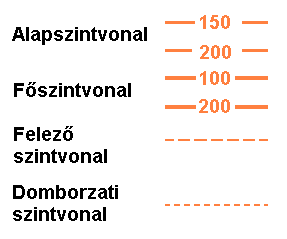
Szintvonalak fajtái

A könnyebb olvashatóság érdekében a szintvonalakat különféle módon ábrázolják. Színük: szárazföldi térképeken barna, vízi térképeken kék.

### Alapszintvonal
Az azonos tengerszint feletti magasságú pontokat összekötő folyamatos vonal. A szomszédos szintvonalak közötti magasságkülönbséget (alapszintközt) méterben adják meg a térkép szövegmezőjében, vagy a vonalakba írt számokból határozható meg. 
A szintvonalba beírt szám a tengerszint feletti magasságot adja meg, és a számjegyek talpa mindig a lejtő irányába mutat. 

### Főszintvonal
Általában minden ötödik alapszintvonalat kiemelten, megvastagítva ábrázolnak. A térképen a gyors becslést és az általános kép kialakítását szolgálja.

### Felező szintvonal
Felező szintvonallal kerülnek ábrázolásra az adott értéknek megfelelő magasságú önálló terepidomok, valamint az enyhe lejtésű területek lejtőviszonyai.

### Domborzati segédvonal
A domborzat kisebb de jellegzetes alakú idomainak ábrázolására szolgál. Magassági értéke nincs.

### Eséstüske mint kiegészítő jel

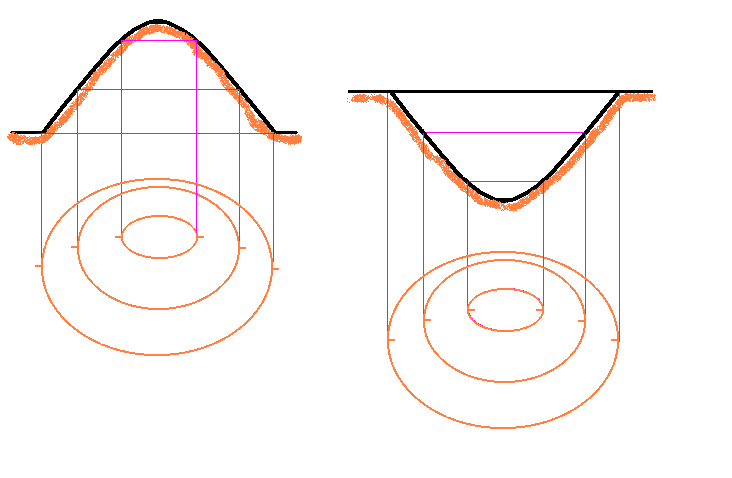
Az eséstüske szerepe

A szintvonalak magukban nem utalnak a terep lejtési viszonyaira. A szintvonalak magassági értékeiből azonban lehet következtetni a lejtés viszonyaira. 
Egyes esetekben, amikor nem lehet egyértelműen meghatározni a lejtés vagy emelkedés viszonyait – például kisebb domborzati kialakulásoknál –, eséstüskét alkalmaznak. A mellékelt ábra mutatja be az eséstüske szerepét, hiszen mindkét terepforma azonos szintvonal rajzolattal rendelkezik, mégis különbség van a két forma között. Az eséstüskék adnak világos magyarázatot az alkalmazására.
Az eséstüskét a szintvonal lejtőirányba eső oldalára rajzolják.